# Relais 4 × 400 mètres féminin aux Jeux olympiques d'été de 1992
Pour un article plus général, voir Athlétisme aux Jeux olympiques d'été de 1992.
Navigation
Séoul 1988 Atlanta 1996
L'épreuve du relais 4 × 400 mètres féminin aux Jeux olympiques de 1992 s'est déroulée les 7 et 8 août 1992 au Stade olympique de Montjuic de Barcelone, en Espagne. Elle est remportée par l'équipe unifiée de l’ex-URSS (Yelena Ruzina, Lyudmyla Dzhygalova, Olga Nazarova et Olha Bryzhina).

## Résultats

### Finale
| Rang               | Athlète                                                                   | Pays                        | Temps         |
| ------------------ | ------------------------------------------------------------------------- | --------------------------- | ------------- |
| Médaille d'or      | Yelena Ruzina Lyudmyla Dzhygalova Olga Nazarova Olha Bryzhina             | Équipe unifiée de l’ex-URSS | 3 min 20 s 20 |
| Médaille d'argent  | Natasha Kaiser Gwen Torrence Jearl Miles Rochelle Stevens                 | États-Unis                  | 3 min 20 s 92 |
| Médaille de bronze | Phylis Smith Sandra Douglas Jennifer Stoute Sally Gunnell                 | Royaume-Uni                 | 3 min 24 s 23 |
| 4                  | Rosey Edeh Charmaine Crooks Camille Anise Noël Jillian Richardson-Briscoe | Canada                      | 3 min 25 s 60 |
| 5                  | Catherine Scott Cathy Ann Rattray Juliet Campbell Sandie Richards         | Jamaïque                    | 3 min 25 s 66 |
| 6                  | Uta Rohländer Heike Meissner Linda Kisabaka Anja Rücker                   | Allemagne                   | 3 min 26 s 37 |
| 7                  | Cathy Freeman Susan Andrews Renée Poetschka Michelle Lock                 | Australie                   | 3 min 26 s 42 |
| 8                  | Marta Moreira Lucrecia Jardim Elsa Amaral Eduarda Coelho                  | Portugal                    | 3 min 36 s 85 |

## Légende
Records et Performances
- AR : Record continental (area record)
- CR : Record des championnats (championship record)
- MR : Record du meeting (meet record)
- NR : Record national (national record)
- OR : Record olympique (olympic record)
- PR : Record paralympique (paralympic record)
- PB : Record personnel (personal best)
- SB : Meilleure performance personnelle de la saison (season's best)
- WL : Meilleure performance mondiale de l'année (world leader)
- WJR : Record du monde junior (world junior record)
- WR : Record du monde (world record)

Circonstances et Conditions
- DNF : N'a pas terminé (did not finish)
- DNS : N'a pas pris le départ (did not start)
- DQ : Disqualification (disqualification)
- NM : Aucun essai valable enregistré (No Mark)
- Q : Qualifié « directement » au prochain tour (ou à la prochaine compétition), lors d'une compétition majeure, grâce au classement ou à la réalisation des minima (automatic qualifier)
- q : Qualifié au prochain tour (ou à la prochaine compétition), lors d'une compétition majeure, grâce au repêchage ou à la réalisation de l'une des meilleures performances parmi celles des « non qualifiés directement » (grâce au meilleur temps ou à la meilleure distance par exemple) (secondary qualifier)